# Hostettler AG
Die Hostettler Group ist ein in verschiedenen Bereichen tätiges Schweizer Grosshandelsunternehmen. Die aus sieben Tochtergesellschaften bestehende Unternehmensgruppe mit Sitz in Sursee beschäftigt rund 850 Mitarbeiter und erwirtschaftete laut Handelszeitung 2006 einen konsolidierten Umsatz von 275 Millionen Schweizer Franken.

## Tätigkeitsgebiet
Die Geschäftsaktivitäten der Hostettler-Gruppe erstrecken sich über mehrere Gebiete rund um die Themen Auto, Motoren, Zweiräder und Trendsport.
Die Hostettler Autotechnik AG ist mit ihren zehn Standorten auf den Vertrieb von Fahrzeugersatzteilen und Zubehör aller Art spezialisiert. Darüber hinaus beliefert Hostettler das Garagengewerbe auch mit Auto- und Motorradreifen.
Die Hostettler Motoren AG importiert und vertreibt motorisierte Gartengeräte jeder Art. Diese reichen von Schneidgeräte wie Heckenscheren, Rasenmäher, Mulchmäher, Rasentraktoren, Kettensägen und Holzspalter, über Spritzgeräte und Laubsauger, bis hin zu Schneefräsen und Raupentransporter.
Im Zweiradbereich ist Hostettler Generalimporteur für Yamaha-Motorräder und -Roller in die Schweiz. Neben mit den Hauptprodukten Motorräder und Roller beliefert Hostettler die autorisierten Fachgeschäfte auch mit Quads, Schneemobile, Golfmobil, Generatoren sowie entsprechendes Zubehör.
Im Sport- und Freizeitbereich beliefert Hostettler unter dem Namen Intercycle Fachgeschäfte mit Fahrräder und entsprechenden Accessoires sowie unter dem Namen Cosmosport mit Sport und Lifestyle orientierten Kleider und Accessoires. Darüber hinaus bietet Hostettler unter den Namen Motochic, IXS Motorcycle Fashion und IXS Sports Division Bekleidungen und Ausrüstungen für Motorrad- sowie Mountainbike- und Downhill-Fahrer.

## Geschichte
Das Familienunternehmen wurde 1906 in Wolhusen als Fahrrad- und Motorradwerkstätte gegründet und 1957 in die Hostettler AG umgewandelt. Ein wichtiger Wachstumsimpuls lieferte 1968 die Übernahme des Generalimports von Yamaha-Motorrädern. Vier Jahre später wurde die Hostettler Autotechnik AG gegründet. 1979 folgte das im Fahrradbereich tätige Unternehmen Intercycle, 1981 die Motorrad-Bekleidungsmarke IXS und 1987 die Hostettler Motoren AG. Mit der Gründung einer Tochtergesellschaft in Deutschland expandierte das Unternehmen 1991 ins Ausland.